# گتو هاوس
گتو هاوس (به انگلیسی: Ghetto House)، جی-هاوس یا بوتی هاوس، زیرسبکی از سبک موسیقی شیکاگو هاوس است که از حدود سال ۱۹۹۲ به‌عنوان سبکی مجزا شناخته شده‌است. این سبک شامل قطعاتی است که با صداهای تولیدشده به‌وسیلهٔ ماشین‌های درام ۸۰۸ و ۹۰۹ ساخته می‌شوند و در برخی مواقع شامل ترانه‌های صریح جنسی هستند.